# Broers en zussen van Jezus

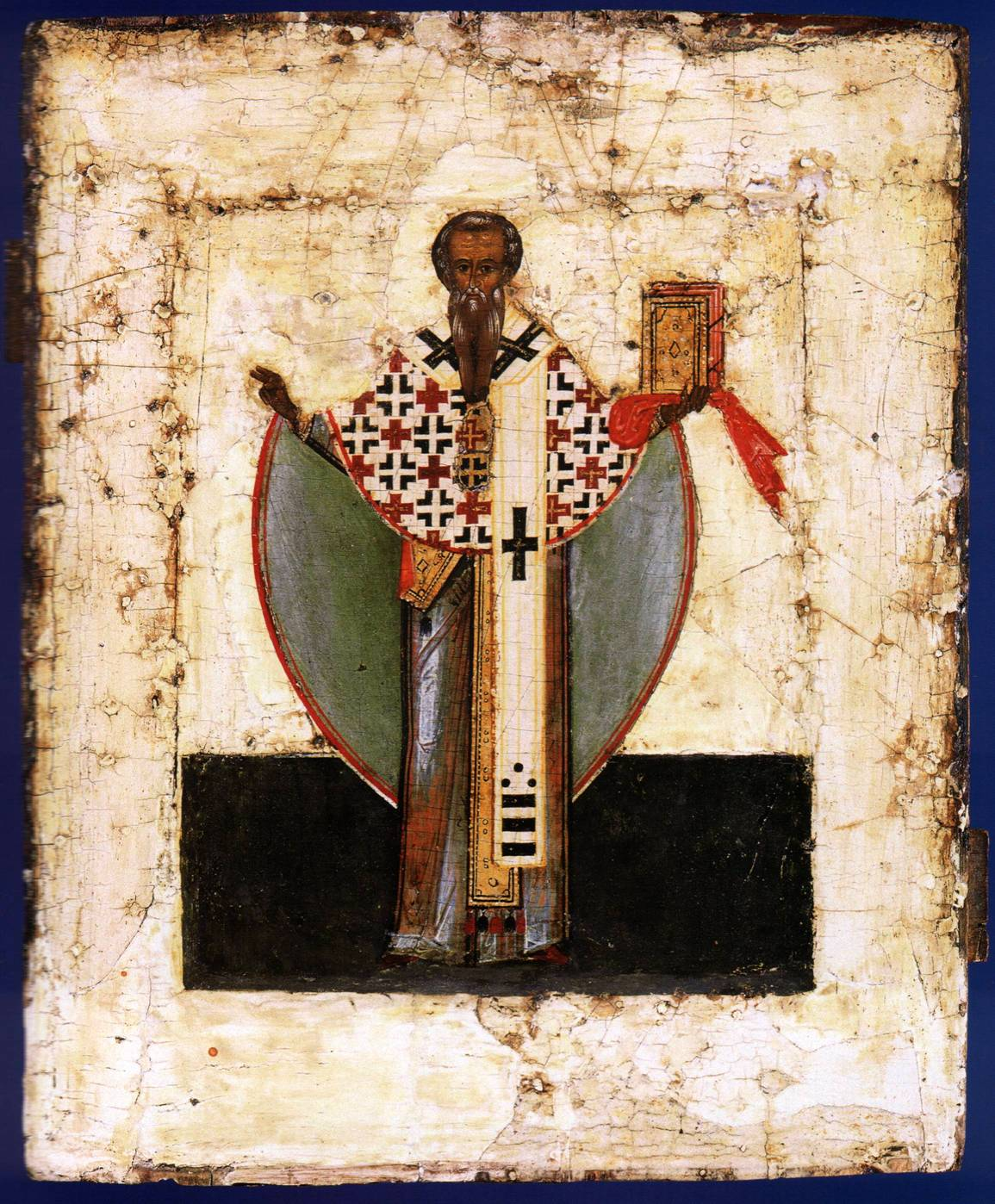
Jacobus de Rechtvaardige

In het Nieuwe Testament komen diverse vermeldingen voor van broers en zussen van Jezus. Binnen het christendom is verschil van mening of deze duiding letterlijk moet worden genomen of dat de betekenis ervan als 'verwanten' of 'metgezellen' is bedoeld. In sommige stromingen is het een belangrijk geloofsartikel dat Maria eeuwig maagd is gebleven, wat strijdig is met de opvatting dat zij meerdere kinderen heeft gebaard.

## Broers en zussen van Jezus in de Bijbel
Hoewel volgens Matteüs Jezus uit een maagd werd geboren, doet de tekst geen uitspraken over het huwelijksleven van Maria en Jozef na de geboorte van Jezus of dat Maria maagd zou zijn gebleven na de geboorte van Jezus.
De vier evangeliën vertellen over broers en twee ervan noemen ook zussen van Jezus:
- Matteüs 12: 46, Marcus 3:31 en Lucas 8:19: "zijn broers"
- Matteüs 13: 55, 56 en Marcus 6:3: "zijn broers" worden met name genoemd (Jakobus, Jozef / Joses, Simon en Juda) en "zijn zusters"
- Johannes 2:12: "zijn broers"
- Johannes 7:3-5 en 10: "Jezus' broers"
- 1 Korintiërs 9:5: "de broers van de Heer"

### Jakobus

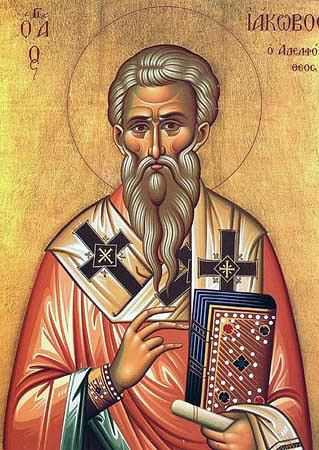
Jakobus de Rechtvaardige

In het Nieuwe Testament komt op verschillende plaatsen een invloedrijke "Jakobus" voor. De rooms-katholieken vereenzelvigen deze Jakobus met Jakobus, de zoon van Alfeüs. Protestanten zien hem als broer van Jezus, ook wel aangeduid als Jakobus de Mindere.
- 1 Korintiërs 15:7: Jezus was na zijn dood en opstanding aan Jakobus verschenen.
- Galaten 1:19, 2:9 en 11: Paulus refereerde aan Jakobus als de broer van Jezus.
- Handelingen 1:14: Jezus’ broers waren bij de groep die aan het bidden was en de Heilige Geest ontving met Pinksteren.
- Handelingen 12:17: Jakobus nam de leiding van de apostelen over toen deze Jeruzalem moesten verlaten; het betrof vooral joodse gemeenten.
- Handelingen 15:13: Jakobus speelde een verzoenende rol op het Concilie van Jeruzalem.
- Handelingen 21:18: Jakobus was de leider van de gemeente te Jeruzalem.

De brief van Jakobus wordt traditioneel toegeschreven aan deze Jakobus. Zijn marteldood vond plaats in 62 n.Chr. en werd door Flavius Josephus vermeld.
Hegesippus (midden tweede eeuw) vertelde dat Jakobus werd gestenigd door farizeeën en schriftgeleerden.  Hegesippus had zijn informatie van de ebionieten, een joods-christelijke stroming die Jakobus als leider van de kerk zag.
In 2002 werd een ossuarium ontdekt met het opschrift Jakobus, zoon van Jozef, de broer van Jezus. Veel geleerden reageerden sceptisch of afwachtend. Ze bleken gelijk te hebben: het kistje was echt, maar het opschrift een vervalsing. De verzamelaars en een handlanger werden ook gerechtelijk vervolgd, maar voor een veroordeling wegens persoonlijke fraude was er onvoldoende bewijs. Het vonnis in 2012 verklaarde uitdrukkelijk dat deze vrijspraak niet betekende dat het ossuarium "echt en authentiek" was.

### Judas
De Brief van Judas beweert geschreven te zijn door "Judas de broer van Jakobus". De brief van Judas wordt genoemd in de Canon Muratori en door Origenes en andere kerkvaders. Volgens Clemens van Alexandrië (ca. 200) noemt de schrijver zich uit nederigheid "broer van Jakobus". De Kerk noemde de twee "broeders des Heren", maar zij zichzelf niet.
Er zijn veel argumenten die er voor pleiten, dat de brief uit de na-apostolische periode stamt. Hegesippus vertelt dat twee kleinzonen van Judas terecht stonden voor keizer Domitianus, bisschop waren en leefden tot de regering van keizer Trajanus. In dat geval is Judas een veel jongere broer geweest van Jezus. Als hij vijftien jaar jonger was, geboren rond AD 10, zou hij zijn brief op hoge leeftijd hebben kunnen schrijven.

## Oosters-orthodox en rooms-katholiek: Maria altijd maagd
Al in de begintijd van de christelijke Kerk werd het belangrijk gevonden te beklemtonen dat Jezus geboren werd uit een maagd. De evangeliën volgens Matteüs en Lucas vermelden dit reeds met nadruk en kennelijk uit verschillende bronnen; dat betekent dat dit rond 85 schriftelijk, en tientallen jaren daarvoor al mondeling werd doorgegeven.
Hierbij speelt een rol dat in de Griekse vertaling van het Oude Testament, bij de profeet Jesaja (7:14), de geboorte van Immanuel wordt aangekondigd uit een maagd.
Voor mannen als Ignatius van Antiochië (gestorven 110), Justinus de Martelaar (ca. 114-165), Tertullianus (160-230) en Ireneüs van Lyon (140-202) gaf de maagdelijkheid al een extra heilige kleur aan het leven van Maria. Zij vergeleken haar met Eva. Door Eva was de zonde in de wereld gekomen, door de maagd Maria de Verlosser. In deze periode lijkt men te accepteren dat de schrijvers van de brieven toegeschreven aan Jacobus en Judas, broeders van de Heer waren.
In de derde eeuw verklaart Origenes (180-254) in zijn Commentaar op Matteüs (ca. 248) te geloven dat Maria altijd maagd is gebleven. Epifanius nam het rond 370 op in zijn belijdenis. Ook Augustinus van Hippo (354-430) ging hiervan uit. Het Concilie van Constantinopel II accepteerde het in 553 als dogma, door de woorden altijd maagd toe te voegen, waar Maria genoemd wordt.
Wanneer men geconfronteerd werd met Bijbelse of buiten-Bijbelse berichten over de broers en zussen van Jezus, ging men ervan uit dat dit kinderen waren uit een eerder huwelijk van Jozef. .
Hiëronymus van Stridon (342-420), die Hebreeuws en Aramees kende, opperde in zijn geschrift Contra Helvidium de Beatae Mariae Virginitate dat het Aramese woord voor broer ook een vagere familiebetrekking kon betekenen zoals neef. In Genesis 14 wordt bijvoorbeeld de verhouding tussen oom Abraham en zijn neef Lot, weergegeven door broer, zowel in de Hebreeuwse tekst, als in de Griekse Septuagint (adelfos).
De westerse Kerk nam de uitleg van Hiëronymus over; ook Luther en Calvijn gingen hier zo'n duizend jaar later nog van uit.

## Feministische theologie
De feministische theologie ziet het leerstuk dat Maria altijd maagd bleef, samen met de leer dat het kwaad van Eva uitging, de teruggeschoven positie van Maria Magdalena en de nadruk die in de katholieke seksuele moraal op de voortplanting wordt gelegd, als de-erotiseren van de vrouw, die niet zichzelf mag zijn. Weliswaar staat Maria hoog in aanzien, maar deels ten koste van haar identiteit als vrouw. Door haar eeuwig maagd zijn als hogere bestemming te zien dan het moederschap, konden de kerkvaders hun afschuw van erotiek en hun wantrouwend misprijzen voor vrouwen handhaven en toch Maria als moeder van God in ere houden, aldus sommige theologen.

## Protestanten
Maarten Luther zegt in zijn commentaar op het Magnificat: "Maria was een maagd, zuiver en rein, niet slechts voor de geboorte van onze Heer. Zij was dit ook bij de geboorte van onze Heer en zij is dit gebleven na de geboorte van onze Heer."
Johannes Calvijn laat het meer in het midden, hij is het wel eens met Hiëronymus, dat het woord adelfos een bredere betekenis heeft: "Dat door broeders, volgens de gewoonte van de Hebreeën, allerlei verwanten verstaan worden, hebben wij reeds elders gezegd. Het is daarom dwaasheid van Helvidius te menen dat Maria meer kinderen gehad heeft, daar er enige malen sprake is van de broeders van Christus."
Geleidelijk echter beseften protestanten dat de afwijzing van de verering van Maria, de verwerping van het verplichte celibaat en de voorrang van de Schrift boven de traditie (sola scriptura), gevolgen zouden hebben voor het dogma van "Maria altijd maagd". Het eeuwig maagd zijn van Maria werd onwaarschijnlijk (zij het niet absoluut onmogelijk) geacht.
In het Nieuwe Testament betekent volgens de gangbare protestantse exegese adelphos, wanneer het betrekking heeft op familiebetrekkingen, altijd broer. Voor het woord "neef (oomzegger)", en voor "nicht, verwante", worden andere woorden gebruikt. Het woordenboek Bijbels Grieks van Bauer, zegt dat het gebruik van het woord broeder voor minder precies omschreven mannelijke familieleden, niet inhoudt dat het woord (αδελφός, adelphos) ook neef kan betekenen; het betekent in de eerste plaats broer. Als met adelphos inderdaad een neef van Jezus bedoeld wordt, is dat een uitzondering op het normale gebruik.